# مونارک: میراث هیولاها
مونارک: میراث هیولاها (انگلیسی: Monarch: Legacy of Monsters) یک مجموعه تلویزیونی هیولایی ساخته شده توسط کریس بلک و مت فرکشن و به تهیه‌کنندگی لنجدری تلویژن است. این مجموعه بر پایه گودزیلا اثر توهو و ششمین دنباله و دومین مجموعه تلویزیونی از فرنچایز دنیای سینمایی هیولاها است. پس از رویدادهای گودزیلا (۲۰۱۴)، این مجموعه اعضای سازمان مونارک را دنبال می‌کند که در طول نیم قرن با گودزیلا و هیولاهای دیگری به نام تیتان‌ها روبرو می‌شوند.
در این مجموعه آنا ساوایی، کرسی کلمونس، آندرس هولم، جو تیپت، وایت راسل و کرت راسل ایفای نقش کردند. مونارک: میراث هیولاها در ۱۷ نوامبر ۲۰۲۳ در اپل تی‌وی پلاس منتشر شد و نقدهای مثبتی دریافت کرد. در آوریل ۲۰۲۴، این مجموعه برای فصل دوم تمدید شد.